# 伊布斯河畔格施特灵
伊布斯河畔格施特灵是奥地利下奥地利州沙伊布斯县的一个市镇。总面积143.55平方公里，总人口2196人，人口密度15.3人/平方公里（2005年）。